# Měsíc
| Prvek   | Hodnota  |
| ------- | -------- |
| Kyslík  | 43 %     |
| Křemík  | 21 %     |
| Hliník  | 10 %     |
| Vápník  | 9 %      |
| Železo  | 9 %      |
| Hořčík  | 5 %      |
| Titan   | 2 %      |
| Nikl    | 0,6 %    |
| Sodík   | 0,3 %    |
| Chrom   | 0,2 %    |
| Draslík | 0,1 %    |
| Mangan  | 0,1 %    |
| Síra    | 0,1 %    |
| Fosfor  | 500×10−6 |
| Uhlík   | 100×10−6 |
| Dusík   | 100×10−6 |
| Vodík   | 50×10−6  |
| Hélium  | 20×10−6  |

Měsíc je jediná známá přirozená družice Země. Střední vzdálenost Měsíce od Země je 384 403 km. Měsíční rovníkový průměr je 3 476 km, což je víc než čtvrtina průměru zemského. Jeho objem jsou však pouze 2 % zemského a co do hmotnosti je rozdíl ještě větší. Přesto Měsíc patří mezi největší planetární družice (měsíce) v celé Sluneční soustavě (pátý největší) a relativně, tj. vzhledem ke své mateřské planetě, je největší vůbec. Astronomickým symbolem Měsíce je srpek: 
První člověkem vyrobené těleso, které dosáhlo Měsíce, byla v roce 1959 sovětská sonda Luna 2, první snímky odvrácené strany Měsíce získala v roce 1959 sonda Luna 3, první měkké přistání a následný přenos obrazu provedla v roce 1966 sonda Luna 9. Roku 1969 přistáli Neil Armstrong a Edwin Aldrin v rámci programu Apollo jako první lidé na Měsíci, a tím se stali i prvními lidmi, kteří stanuli na povrchu jiného vesmírného tělesa než Země. Celkem Měsíc zatím navštívilo dvanáct lidí, všichni z USA, naposled v prosinci 1972.

## Pojmenování
Nemá jiné běžně používané formální jméno než Měsíc. V astronomickém a jiném odborném textu se slovo Měsíc píše s velkým počátečním písmenem. Píše se tak i v astrologických textech. Je to vlastní jméno, patří mezi kosmonyma. Obecné jméno (ve významu družice) se píše s malým počátečním písmenem – měsíc. (Stejně jako Slunce vs. slunce). Výrazy pro „měsíc“ mají v mnoha evropských jazycích stejný původ v předpokládaném indoevropském základu *mēn-, *mēs, který souvisí s měřením (času).
Básnicky je měsíc nazýván také luna (latinský i slovanský výraz, odvozený ze stejného základu ve významu „svítit“). Kromě slova lunární se k odkazu na Měsíc užívá – podle jména starořecké bohyně Měsíce Seléné – také kmene selen(o)- (selenocentrický, Selenité, prvek selen aj.). Méně často je Měsíc nazýván Levanie, odvozením z hebrejského základu.
Zároveň se jako měsíc označuje také občanská jednotka času, jeden ze 12 kalendářních dílů roku, odvozený od doby oběhu Měsíce kolem Země. V některých jiných jazycích se nejedná o totéž slovo, ale podobné (anglicky Moon / month, německy Mond / Monat).

## Rotace

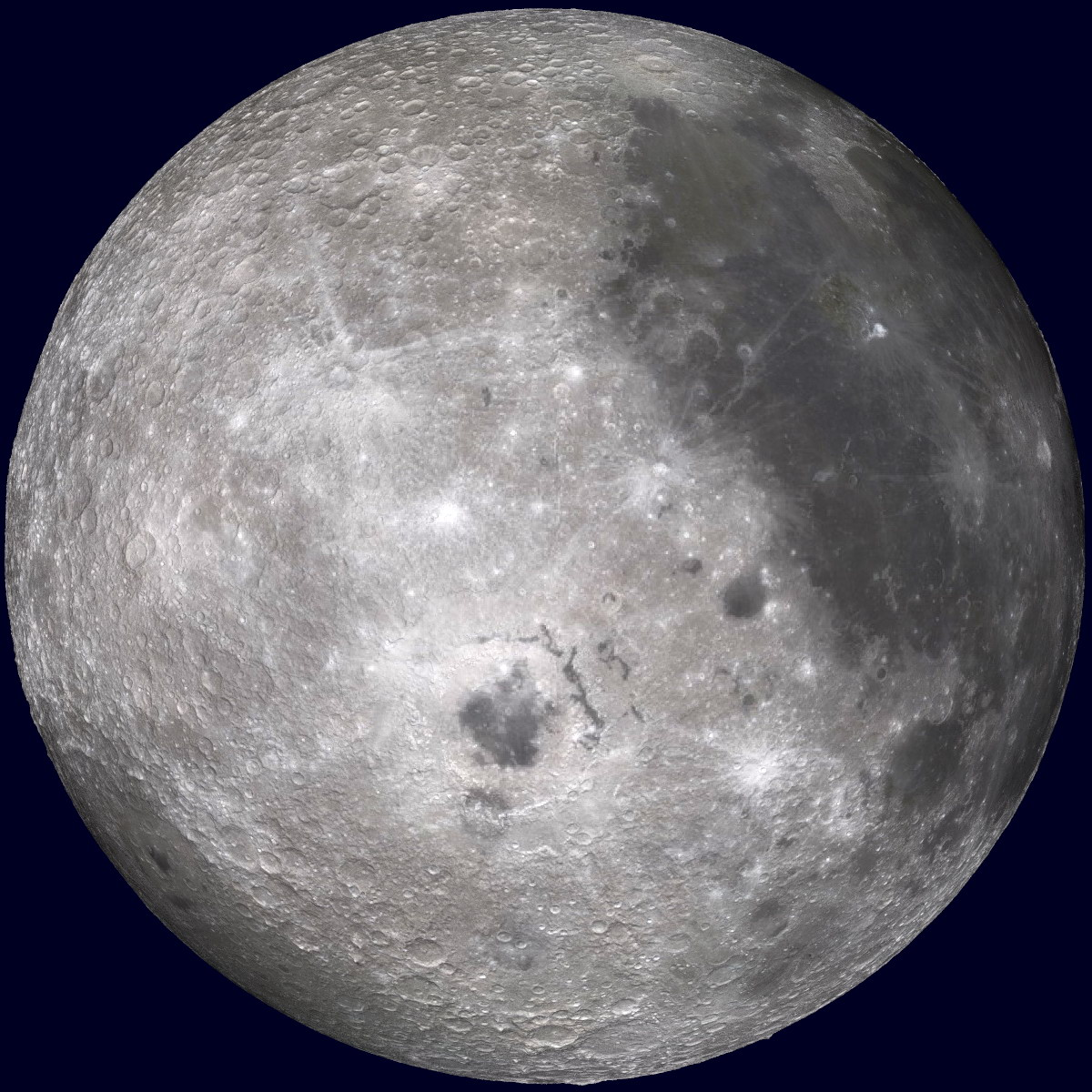
90° západně

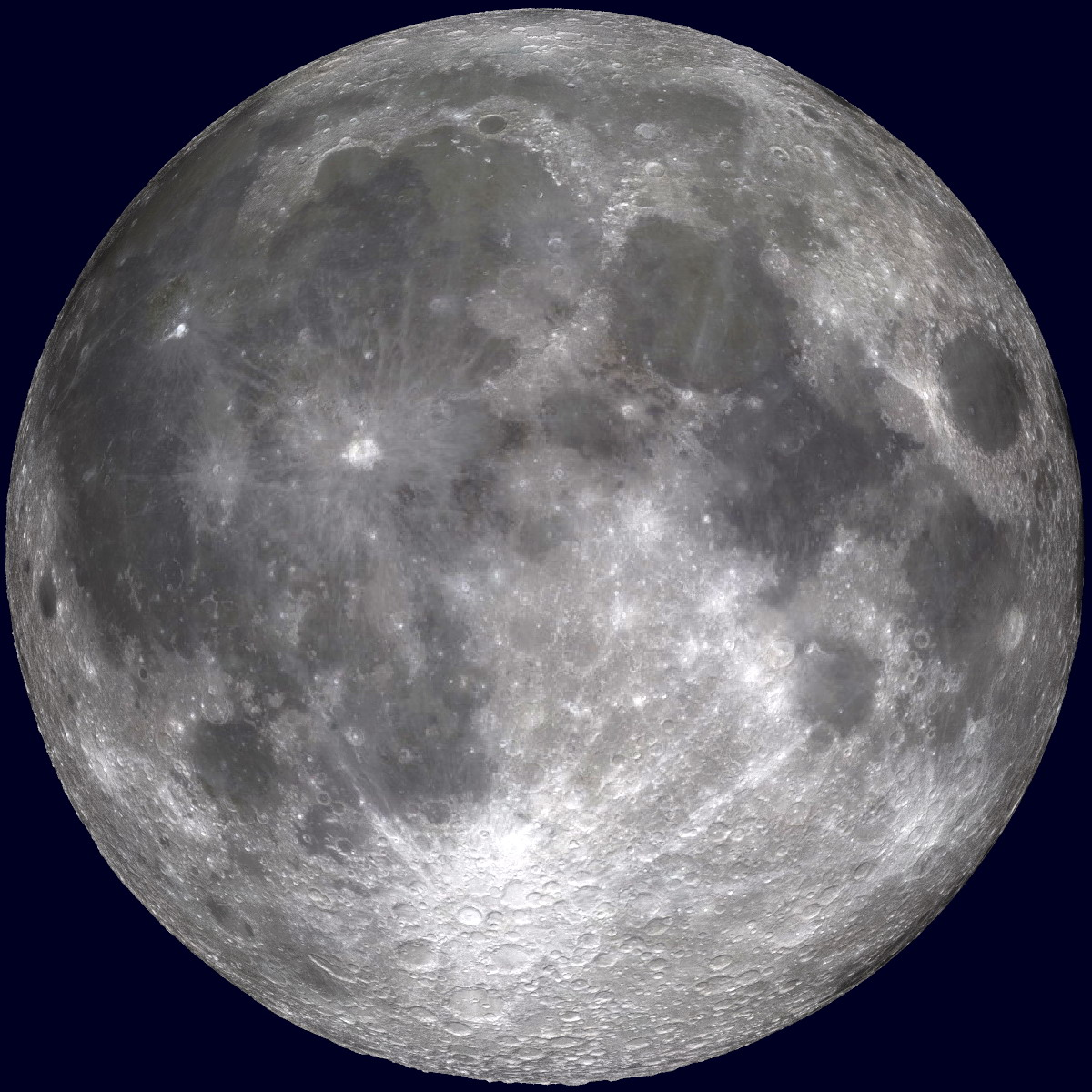
Přivrácená strana

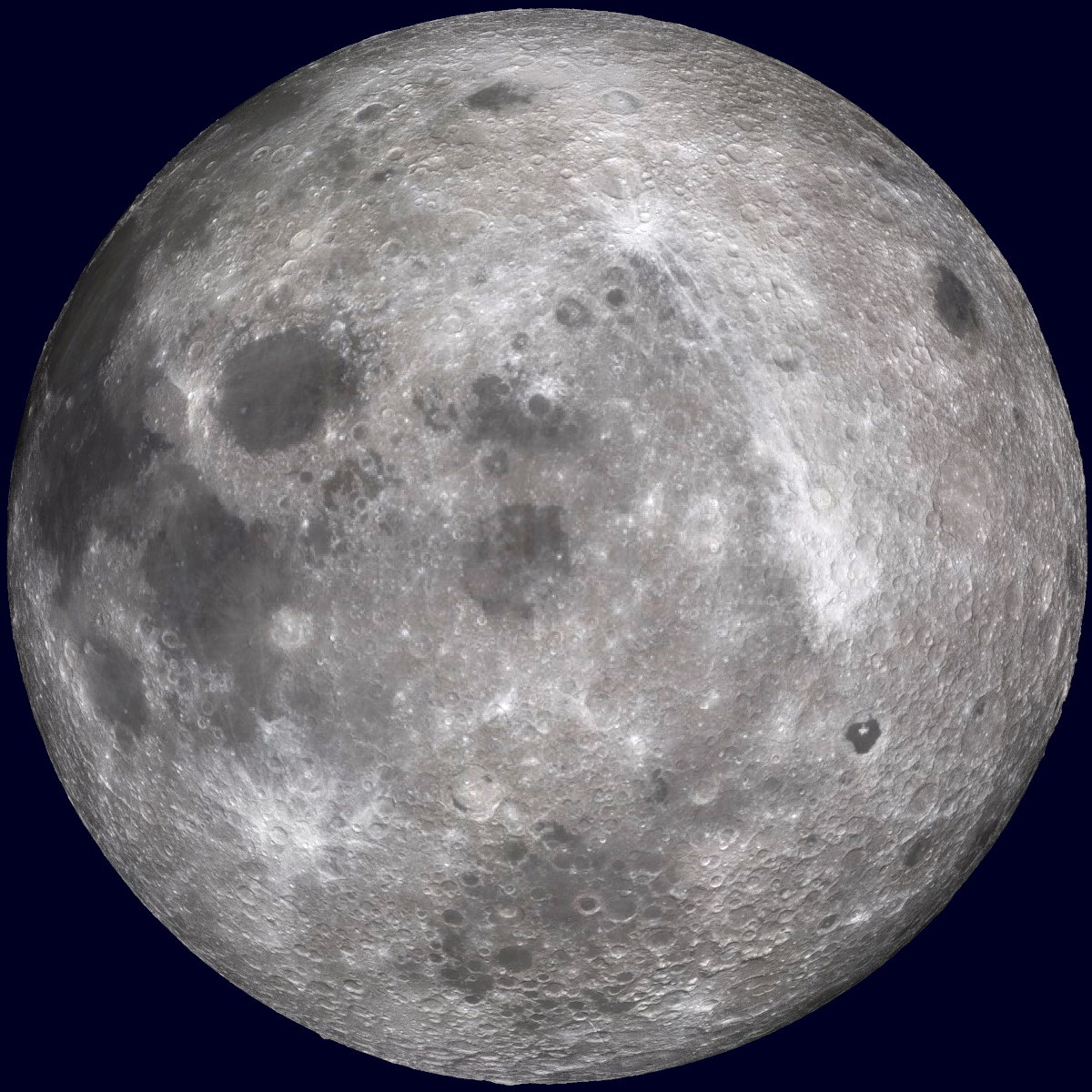
90° východně

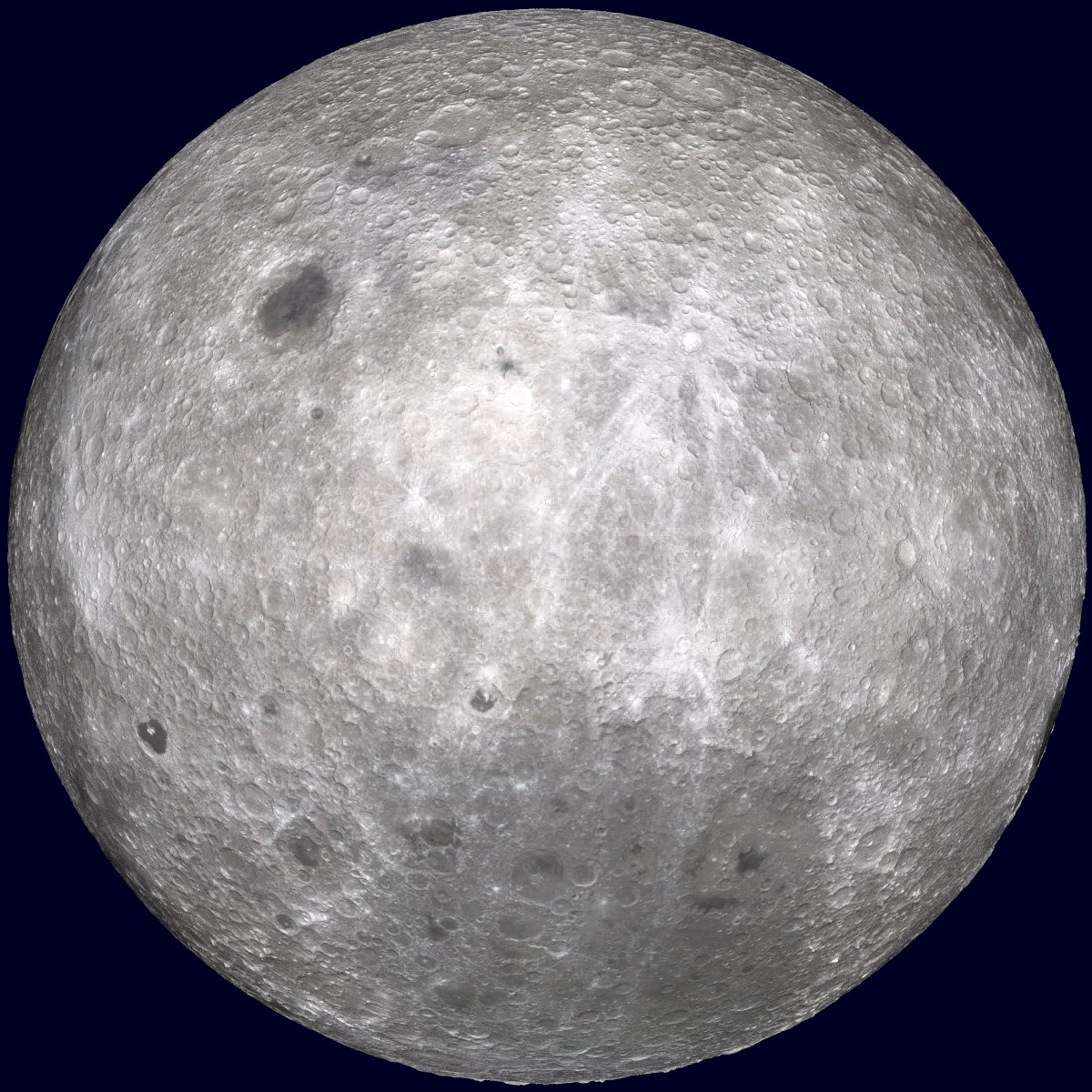
Odvrácená strana

Měsíc je v synchronní rotaci se Zemí, což znamená, že jedna strana Měsíce („přivrácená strana“) je stále natočena k Zemi. Druhou, „odvrácenou stranu“, z větší části nelze ze Země vidět, kromě malých částí poblíž okraje disku, které mohou být příležitostně spatřeny díky libraci. Většina odvrácené strany byla až do éry kosmických sond zcela neznámá. Tato synchronní rotace je výsledkem slapových sil, které zpomalovaly rotaci Měsíce v jeho rané historii, až došlo k rezonanci oběhu a rotace (vázané rotaci).
Odvrácená strana je občas nazývána také „temnou stranou“. „Temná“ v tomto případě znamená „neznámá a skrytá“ a nikoliv „postrádající světlo“; ve skutečnosti přijímá odvrácená strana v průměru zhruba stejné množství slunečního světla jako přivrácená strana. Kosmická loď na odvrácené straně Měsíce je odříznuta od přímé radiové komunikace se Zemí.
Odlišujícím rysem odvrácené strany je téměř úplná absence tmavých skvrn (oblastí s nízkým albedem), tzv. moří.

## Oběh
Měsíc vykoná kompletní oběh kolem Země jednou za 27,321 582 dne (siderický měsíc). Každou hodinu se Měsíc posune vzhledem ke hvězdám o vzdálenost zhruba rovnou jeho úhlovému průměru, přibližně o 0,5°. Měsíc se liší od většiny satelitů jiných planet tím, že je jeho orbita blízká rovině ekliptiky a nikoliv rovině zemského rovníku.
Některé časové periody svázané s oběhem Měsíce kolem Země jsou podrobněji probrány v následující tabulce. Dva základní jsou: siderický měsíc, což je doba úplného oběhu vzhledem ke hvězdám, trvající asi 27,3 dne a synodický měsíc, což je doba mezi stejnými měsíčními fázemi při pozorování ze Země (například od novu k novu), dlouhá přibližně 29,5 dne. Rozdíl mezi nimi je způsoben tím, že v průběhu oběhu urazí Země i Měsíc určitou vzdálenost na orbitě kolem Slunce.
Gravitační přitažlivost, kterou Měsíc ovlivňuje Zemi, je příčinou slapových jevů, které jsou nejlépe pozorovatelné na střídání mořského přílivu a odlivu. Přílivová vlna je synchronizována s oběhem Měsíce kolem Země. Slapová vzdutí Země způsobená měsíční gravitací se zpožďují za odpovídající polohou Měsíce kvůli odporu oceánského systému – především kvůli setrvačnosti vody a tření, jak se přelévá přes oceánské dno, proniká do zálivů a ústí řek a zase se z nich vrací. Vyjma mořského přílivu a odlivu dochází také ke vzedmutí a poklesu litosférických desek. Následkem toho je část zemského rotačního momentu pozvolna přeměňována do oběhového momentu Měsíce, takže se Měsíc pomalu vzdaluje od Země rychlostí asi 38 mm za rok. Zemský den se vlivem stejných slapových sil zpomaluje o 1,7 milisekundy za století, převážná část tohoto úbytku momentu hybnosti je předána Měsíci.
Synchronnost rotace je přesná pouze v průměru, protože měsíční orbita má jistou výstřednost. Když je Měsíc v perigeu (přízemí), jeho rotace je pomalejší než pohyb po oběžné dráze, což nám umožňuje vidět asi osm stupňů délky z jeho východní (pravé) strany navíc. Na druhou stranu, když se Měsíc dostane do apogea (odzemí), jeho rotace je rychlejší než pohyb po oběžné dráze, což odkrývá dalších osm stupňů délky z jeho západní (levé) strany. To se nazývá optickou librací v délce.
Protože je měsíční orbita nakloněna k zemskému rovníku, Měsíc se zdá oscilovat nahoru a dolů (podobně jako lidská hlava, když pokyvuje na souhlas) při svém pohybu v ekliptikální šířce (deklinaci). Tento jev se nazývá optická librace v šířce a odkrývá pozorovateli z polárních oblastí Měsíce přibližně sedm stupňů šířky.
Měsíc je vzdálen jen asi 60 zemských poloměrů, pozorovatel na rovníku vidí Měsíc v průběhu noci ze dvou bodů vzdálených od sebe jeden zemský průměr. Tato vlastnost se nazývá optická librace paralaktická a odkrývá asi jeden stupeň měsíční délky.
Země a Měsíc obíhají okolo jejich barycentra nebo obecněji těžiště, které leží asi 4 700 km od zemského středu (asi 3/4 cesty k povrchu). Protože se barycentrum nachází pod povrchem Země, zemský pohyb se dá obecně popsat jako „kolébání“. Podíváme-li se ze zemského severního pólu, Země a Měsíc rotují proti směru hodinových ručiček okolo jejich os; Měsíc obíhá Zemi proti směru hodinových ručiček a Země obíhá Slunce také proti směru hodinových ručiček.
Může vypadat zvláštně, že sklon lunární orbity a vychýlení měsíční osy rotace jsou v přehledu vypsány jako významně se měnící. Zde je třeba poznamenat, že sklon orbity je měřen vzhledem k primární rovníkové rovině (v tomto případě zemské) a vychýlení osy rotace vzhledem k normále vůči rovině orbity satelitu (měsíční). Pro většinu satelitů planet, nikoliv však pro Měsíc, tyto konvence odrážejí fyzikální realitu a jejich hodnoty jsou proto stabilní.
Země a Měsíc formují prakticky „dvojplanetu“: jsou těsněji spjati se Sluncem než jeden s druhým. Rovina měsíční orbity zachovává sklon 5,145 396° vzhledem k ekliptice (orbitální rovině Země) a měsíční osa rotace má stálou výchylku 1,5424° vzhledem k normále na stejnou rovinu. Rovina měsíční orbity vykonává rychlou precesi (tj. její průnik s ekliptikou rotuje ve směru hodinových ručiček) během 6793,5 dnů (18,5996 let), kvůli gravitačnímu vlivu zemské rovníkové deformace. V průběhu této periody se proto zdá, že sklon roviny měsíční orbity kolísá mezi 23,45° + 5,15° = 28,60° a 23,45° −5,15° = 18,30°. Současně se jeví, že výchylka osy měsíční rotace vzhledem k normále na rovinu oběžné dráhy měsíce kolísá mezi 5,15° + 1,54° = 6,69° a 5,15° −1,54° = 3,60°. Za povšimnutí stojí, že výchylka zemské osy také reaguje na tento proces a sama kolísá o 0,002 56° na každou stranu kolem své průměrné hodnoty; tento jev se nazývá nutace.
Body, ve kterých Měsíc protíná ekliptiku se nazývají „lunární uzly“: severní (neboli vzestupný) uzel je tam, kde Měsíc přechází k severu ekliptiky; jižní (neboli sestupný) je tam, kde přechází k jihu. Zatmění Slunce nastává, pokud se uzel střetne s Měsícem v novu; zatmění Měsíce, pokud se uzel střetne s Měsícem v úplňku.
| Název         | Hodnota (dny)                          | Definice                                                                       |
| ------------- | -------------------------------------- | ------------------------------------------------------------------------------ |
| siderický     | 27,321 661 547 + 0,000 000 001 857 · r | Vzhledem ke vzdáleným hvězdám (13,368 průchodů během tropického roku)          |
| synodický     | 29,530 588 853 + 0,000 000 002 162 · r | Vzhledem ke Slunci (podle fází Měsíce, 12,368 cyklů za tropický rok)           |
| tropický      | 27,321 582 241 + 0,000 000 001 506 · r | Vzhledem k jarnímu bodu (vykonává precesi s periodou ~26 000 a)                |
| anomalistický | 27,554 549 878 − 0,000 000 010 390 · r | Vzhledem k perigeu (vykonává precesi s periodou 3232,6 d = 8,8504 a)           |
| drakonický    | 27,212 220 817 + 0,000 000 003 833 · r | Vzhledem k vzestupnému uzlu (vykonává precesi s periodou 6793,5 d = 18,5996 a) |

Jednotlivé měsíční intervaly nejsou konstantní, ale mění se. Intervaly jsou tedy vyjádřeny jako součet oběhové doby a roční odchylky. Hodnoty jsou vyjádřeny ve dnech jako 86 400 sekund podle SI. Tato data jsou platná pro datum 1. ledna 2000 12.00:00. Parametr r určuje počet let od 1. ledna 2000 podle juliánského kalendáře. Siderický měsíční interval platný pro 1. ledna 2010 se tedy vypočítá podle vzorce: 27,321 661 547 + 0,000 000 001 857 · 10.
| Název                                                                        | Hodnota (d)         |
| ---------------------------------------------------------------------------- | ------------------- |
| Metonický cyklus (tatáž fáze na stejném místě vzhledem ke vzdáleným hvězdám) | 19 let              |
| Průměrná vzdálenost od Země                                                  | ~384 403 km         |
| Vzdálenost v perigeu                                                         | ~364 397 km         |
| Vzdálenost v apogeu                                                          | ~406 731 km         |
| Průměrná výstřednost                                                         | 0,0549003 = 3°8'44” |
| Perioda regrese uzlů                                                         | 18,61 let           |
| Perioda rotace spojnice apsid                                                | 8,85 let            |
| Ekliptický rok                                                               | 346,6 dnů           |
| Saros (opakování zatmění)                                                    | 18 let 10/11 dne    |
| Průměrný sklon orbity k ekliptice                                            | 5°9'                |
| Průměrný sklon měsíčního rovníku k ekliptice                                 | 1°32'               |

## Původ
Sklon měsíční dráhy činí možnost, že by se Měsíc vytvořil spolu se Zemí, nebo že by byl zachycen později, dost nepravděpodobnou. Jeho původ je předmětem mnoha vědeckých debat.
Jedna z dřívějších spekulací – teorie odtržení – předpokládala, že se Měsíc odtrhl ze zemské kůry vlivem odstředivé síly, zanechávaje za sebou dnešní oceánské dno jako jizvu. Tento koncept by však vyžadoval příliš rychlou počáteční rotaci Země. Někteří si mysleli, že se Měsíc zformoval jinde a byl zachycen na nynější oběžnou dráhu (teorie zachycení). Vědci však nepředpokládají, že by bylo tak malé těleso, jako je Země, schopno zachytit jiné těleso velikosti Měsíce. Takovou schopnost mají v naší soustavě díky větší gravitaci pouze velké planety (především Jupiter a Saturn).
Další možností je teorie společné akrece, podle níž vznikly Země a Měsíc zhruba ve stejné době z akrečního disku. Tato teorie neumí vysvětlit nedostatek železa na Měsíci. Další předpokládá, že se Měsíc mohl zformovat z úlomků zachycených na oběžné dráze po kolizi asteroidů nebo planetesimál.
V současné době je přijímána teorie velkého impaktu, podle níž Měsíc pochází z vyvrženého materiálu po kolizi formující se žhnoucí Země s planetesimálou velikosti Marsu (pracovně zvanou Theia). Modifikovaná verze této teorie praví, že impaktů mohlo být víc, menších, a Měsíc ve své současné podobě se zformoval až na oběžné dráze.
Měsíční magmatický oceán tuhl 80 až 160 miliónů let, horniny pod povrchem jsou starší.
Určená geologická období Měsíce jsou definována na základě datování různých významných impaktů v měsíční historii a stupně jejich vzájemného překrytu.

### Nesymetričnost
Slapové síly deformovaly dříve žhavý Měsíc do tvaru elipsoidu s jeho hlavní osou nasměrovanou k Zemi.
I na tuto jeho nesymetrii však existuje alternativní teorie, že po impaktu Thei se na nízké oběžné dráze kolem Země z trosek zformovala hned dvě tělesa najednou, dva měsíce. A tyto nakonec „měkce“ splynuly: Přímá i boční srážka by je rozbila, na orbitě kolem Země se však tato dvě tělesa pravděpodobně přibližovala postupně, přitom navíc začala kolem sebe obíhat. Jak se jejich vzdálenost zmenšovala, vzájemně si svázala rotace, takže jejich povrchy se při kontaktu netřely. Z jejich binárního systému postupně unikala energie, zejména vlivem blízké Země, postupně se přibližovala, až se dotkla a splynula. Výsledný Měsíc převzal jejich rotační energii, tu ale Země rychle zastavila: Dokonce prý za pouhých 200 let. A protože měl každý z protoměsíců trochu jiné parametry, jako velikost, hmotnost, složení a hlavně hustotu, po splynutí zůstala patrná deformace/asymetrie: Nejenže tvar Měsíce není úplně kulový, dokonce ani jeho hmota není rozložená úplně symetricky: zůstala mírně excentrická, s těžištěm blíže k Zemi, mimo svůj geometrický střed.
Sloučením sice jádra obou těles klesla k sobě, uvnitř ale možná nesplynula zcela, asymetrie už zůstala, i na jejich úrovni. Zůstalo však také teplo, a proto se plášť roztavil: Měsíc měl vulkanickou činnost. Tmavá lávová pole jsou ale jen na straně přivrácené k Zemi, na odvrácené straně je kůra silnější a láva se na povrch nedostala: Povrch je tam pokryt krátery ve světlém měsíčním materiálu.
- Důvodem je podle různých teorií buď to, že si Země k sobě přitáhla stranu s hustším a žhavějším jádrem, uloženým v Měsíci excentricky, takže lávová pole na tenčí kůře původně mohla být kdekoli, až dodatečně se k Zemi přetočila.
- Anebo se rotace Měsíce nejdříve svázala se Zemí, až pak se teprve láva vylila, možná až jako důsledek působení Země: Sálavý žár ze srážkou stále ještě roztavené Země totiž mohl odpařovat lehčí materiály z přivrácené strany Měsíce, ty by se pak usazovaly na odvrácené straně. A oslabená kůra přivrácené strany pak byla místem nejsnazšího výronu lávy, když už by k takové události mělo dojít.

Nemuselo ale jít o impakt s druhým měsícem Země, ale s asteroidem či trpasličí planetou. Velký impakt vysvětluje asymetrie složení.

## Vulkanismus
Dříve Měsíc rozhodně byl polotekutý, dnes je jeho plášť považován za vychladlý a ztuhlý. O jeho vulkanické aktivitě se ovšem uvažuje i v současnosti:
- Vysvětlovalo by to sporadicky hlášené červené záblesky na jeho povrchu,
- i možné struktury jako by po výtryscích, pravděpodobně prachu hnaného unikajícím plynem.

O stavu měsíčního jádra, o jeho tekutosti a teplotě, ale nemáme konkrétní data.

## Fyzikální charakteristiky

### Složení

Saturace měsíčního povrchu barvami: zvýšená červenavorezavě hnědá je železo, modravá jsou minerály oxidu titaničitého

Před více než 4,5 miliardami let pokrýval povrch Měsíce tekutý oceán magmatu. Vědci se domnívají, že jeden typ lunárních kamenů, KREEP (K – draslík, REE – rare earth elements – prvky vzácných zemin, P – fosfor) reprezentuje po chemické stránce zbytek tohoto magmatického oceánu. KREEP je vlastně směsice toho, co vědci nazývají „nekompatibilní prvky“: ty, které se nemohly zapojit do krystalické struktury, zůstaly mimo ni a vyplavaly na povrch magmatu. Pro výzkumníky je KREEP vhodným svědkem schopným podat zprávu o vulkanické historii měsíční kůry a zaznamenat frekvenci dopadů komet a jiných nebeských těles.
Měsíční kůra je složena z množství různých prvků včetně uranu, thoria, draslíku, kyslíku, křemíku, hořčíku, železa, titanu, vápníku, hliníku a vodíku. Při bombardování kosmickým zářením vyzařuje každý prvek do vesmíru vlastní radiaci jako gama paprsky. Některé prvky, jako jsou uran, thorium a draslík, jsou radioaktivní a produkují gama paprsky samy o sobě. Gama paprsky jsou však nezávisle na tom, co je způsobuje, pro každý prvek navzájem různé – všechny produkují jedinečné spektrální čáry detekovatelné spektrometrem.
Kompletní globální zmapování Měsíce podle míry výskytu těchto prvků dosud nebylo provedeno. Některé kosmické lodě je však uskutečnily na části Měsíce; Galileo se touto činností zabývala během průletu kolem Měsíce v roce 1992.

### Selenografie povrchu

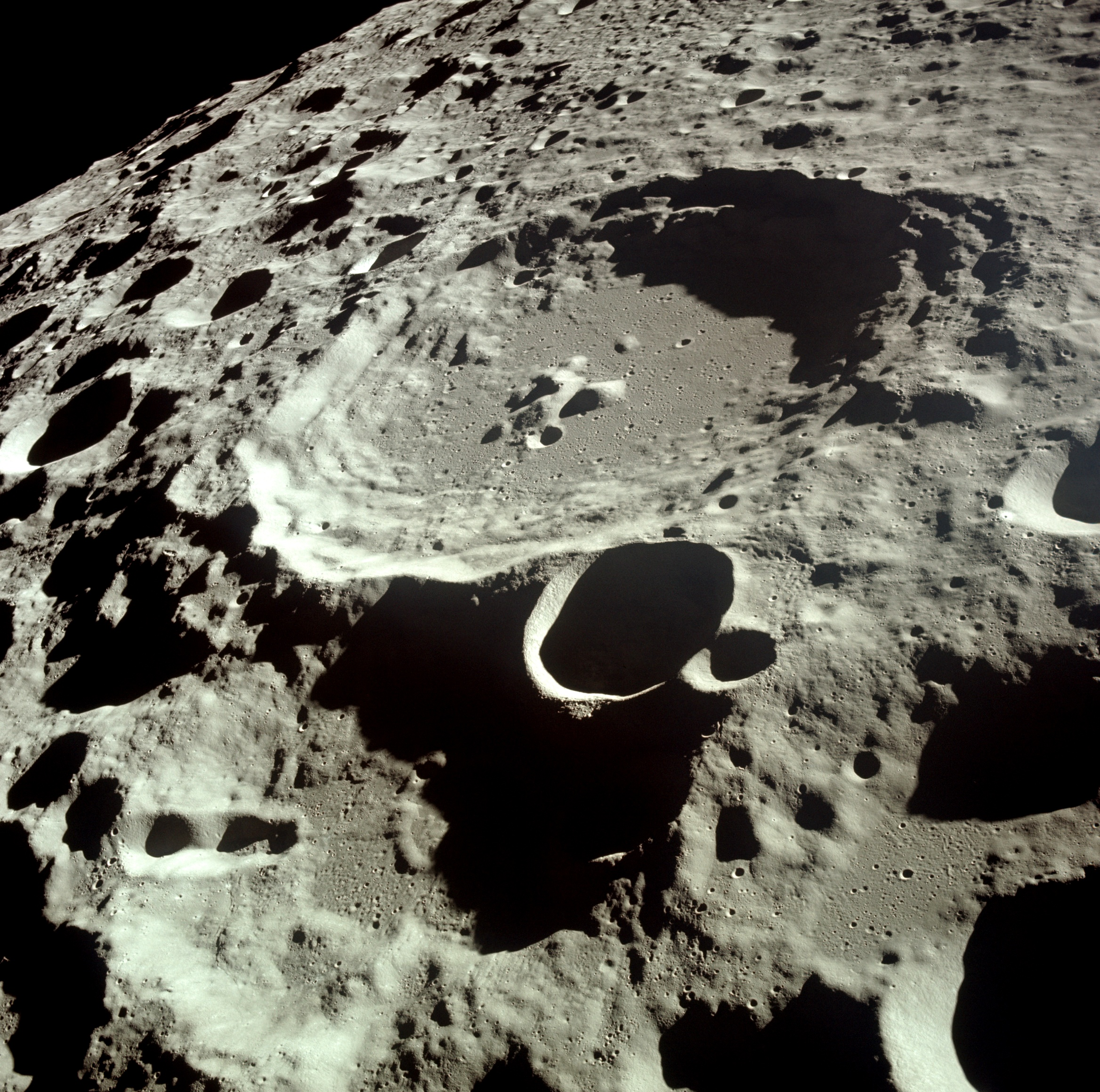
Měsíční kráter Daedalus

Při mapování (popisu fyzických rysů) Měsíce se nepoužívá termín geografie ani jiné pojmy s předponou geo-, protože řecké γεός geos znamená pozemský, zemský. Mapováním Měsíce se zabývá vědní obor selenografie (řecky Σελήνη, Seléné = Měsíc, γράφειν [grafein] = psáti). Jména objektů na povrchu Měsíce se nazývají selenonyma (Seléné = Měsíc a onyma = (vlastní) jména, názvy, propria).
Měsíc je pokryt desítkami tisíc kráterů o průměru větším než 1 kilometr. Většina je stará stovky miliónů nebo miliardy let; nepřítomnost atmosféry, počasí a nových geologických procesů zajišťuje, že většina z nich zůstane patrně navždy zachována.
Největší kráter na Měsíci a největší známý kráter ve sluneční soustavě tvoří pánev South Pole-Aitken. Tento kráter se nachází na odvrácené straně poblíž jižního pólu, má 2 240 km v průměru a hloubku 13 km. U některých oblastí impaktních kráterů se nacházejí dlouhá koryta Sinuous rilles (klikaté brázdy).
Tmavé a relativně jednotvárné měsíční pláně se nazývají moře (latinsky mare, v množném čísle maria), protože staří astronomové věřili, že jde o moře naplněná vodou. Ve skutečnosti se jedná o rozlehlé prastaré čedičové proudy lávy, které vyplnily pánve velkých impaktních kráterů. Světlejší vrchoviny se označují jako pevniny (latinsky terra, v množném čísle terrae). Moře se nacházejí téměř výhradně na přivrácené straně Měsíce, na odvrácené je pouze několik rozptýlených fleků. Vědci se domnívají, že asymetrie v měsíční kůře je způsobena synchronizací mezi měsíční rotací a oběhem kolem Země. Tato synchronizace vystavuje odvrácenou stranu Měsíce častějším dopadům asteroidů a meteoritů než přivrácenou stranu, u níž nebyla moře překryta krátery tak rychle.
Nejsvrchnější část měsíční kůry tvoří nesoudržná kamenná vrstva rozdrcených hornin a prachu zvaná regolit. Kůra i regolit nejsou po celém Měsíci rozloženy stejnoměrně. Mocnost kůry zjištěná ze seismických měření kolísá od 5 km na přivrácené straně do 100 km na odvrácené straně. Tloušťka regolitu se pohybuje od 3 do 5 m v mořích a od 10 do 20 m na vrchovinách.
V roce 2004 zjistili vědci na základě snímků získaných sondou Clementine, že čtyři hornaté oblasti lemující 73 km široký kráter Peary na severním pólu se zdají být osvětleny po celý měsíční den. Tyto „vrcholy věčného světla“ mohou existovat díky extrémně malé výchylce měsíční osy, která na druhé straně umožňuje také existenci věčného stínu na dnech mnoha polárních kráterů. Na méně hornatém jižním pólu oblasti věčného světla nenajdeme, i když okraj kráteru Shackleton je osvětlen po 80 % měsíčního dne. Obrázky z Clementine byly získány, když severní měsíční polokoule zažívala letní období – nicméně pozorování sondy SMART-1 stejné oblasti během zimního období naznačují, že se může jednat o místa s celoročním slunečním osvětlením.
V roce 2009 naměřila americká sonda Lunar Reconnaissance Orbiter v místech trvalého stínu v kráterech okolo jižního pólu nejnižší dosud známou teplotu ve sluneční soustavě −240 °C, což je jen o přibližně 33 °C více, než je absolutní nula.

### Přítomnost vody
V průběhu času je Měsíc vytrvale bombardován kometami a meteoroidy. Mnoho z těchto objektů je bohatých na vodu. Sluneční energie ji následně disociuje (rozštěpí) na její základní prvky vodík a kyslík, které okamžitě unikají do vesmíru. Navzdory tomu existuje hypotéza, že na Měsíci mohou zůstávat významné zbytky vody buďto na povrchu nebo uvězněny v kůře. Výsledky mise Clementine naznačují, že malé zmrzlé kapsy ledu (zbytky po dopadu na vodu bohatých komet) mohou být nerozmrazeny uchovány uvnitř měsíční kůry. Přestože se o kapsách uvažuje jako o malých, celkové předpokládané množství vody je dost významné – 1 km3.
Jiné vodní molekuly mohly poletovat při povrchu a být zachyceny uvnitř kráterů na měsíčních pólech. Díky velmi mírné výchylce měsíční osy, jen 1,5°, do některých z těchto hlubokých kráterů nikdy nezasvitne světlo Slunce – je v nich trvalý stín. Clementine zmapovala krátery na měsíčním jižním pólu, které jsou zastíněny tímto způsobem. Je-li na Měsíci vůbec voda, pak by podle vědců měla být právě v těchto kráterech. Pokud tam je, led by mohl být těžen a rozštěpen na vodík a kyslík elektrárnami založenými na solárních panelech nebo nukleárním reaktorem. Přítomnost použitelného množství vody na Měsíci je důležitým faktorem pro osídlení Měsíce, neboť nákladnost přepravy vody (nebo vodíku a kyslíku) ze Země by podobný projekt prakticky znemožnila.
Kameny z měsíčního rovníku sesbírané astronauty z Apolla neobsahovaly žádné stopy vody. Sonda Lunar Prospector ani dřívější mapování Měsíce, organizované například Smithsonovým ústavem, nepřinesly žádný přímý důkaz měsíční vody, ledu nebo vodních par. Pozorování sondy Lunar Prospector však přesto naznačují přítomnost vodíku v oblastech stálého stínu, který by se mohl nacházet ve formě vodního ledu.
V roce 2006 uskutečněné radarové pozorování oblasti jižního pólu Měsíce přítomnost vodního ledu na dně kráterů neprokázala.

### Magnetické pole
Oproti Zemi má v současnosti Měsíc velmi slabé magnetické pole, nicméně v minulosti tomu tak být nemuselo. Zdá se, že Měsíc měl v historii magnetické pole, které bylo silnější než je současné magnetické pole Země. Toto pole bylo aktivní v době před 4,25 až 3,56 miliard let, tedy přibližně po 1 miliardu od doby vzniku Měsíce. Zatímco část měsíčního magnetismu je považována za jeho vlastní (jako pásmo měsíční kůry zvané Rima Sirsalis), je možné, že kolize s jinými nebeskými tělesy jeho magnetické vlastnosti posílila. To, zda těleso sluneční soustavy bez atmosféry jako Měsíc může získat magnetismus díky dopadům komet a asteroidů, je přetrvávající vědeckou otázkou. Magnetická měření mohou poskytnout také informace o velikosti a elektrické vodivosti měsíčního jádra – tyto výsledky by vědcům pomohly lépe porozumět původu Měsíce. Například, pokud by se ukázalo, že jádro obsahuje více magnetických prvků (jako je železo) než Země, ubralo by to teorii velkého impaktu na věrohodnosti (i když jsou zde alternativní vysvětlení, podle kterých by měsíční kůra měla také obsahovat méně železa).

### Atmosféra
Měsíc má relativně nevýznamnou a řídkou atmosféru. Atomy v takto řídké atmosféře se vzájemně téměř nesrážejí (jejich střední volná dráha je srovnatelná s velikostí Měsíce). Jedním ze zdrojů této atmosféry je odplynování – uvolňování plynů, například radonu, který pochází hluboko z měsíčního nitra. Dalším důležitým zdrojem plynů je sluneční vítr, který je rychle zachycován měsíční gravitací.

## Zatmění
Ač jde vskutku jen o shodu okolností, úhlové průměry Měsíce a Slunce viděné ze Země jsou v rámci svých změn schopny se navzájem překrývat, takže je možné jak úplné tak i prstencové zatmění Slunce. Při úplném zatmění Měsíc kompletně zakrývá sluneční disk a sluneční koróna je vidět pouhým okem.
Protože se vzdálenost mezi Měsícem a Zemí během času velmi pomalu zvětšuje, úhlový průměr Měsíce se zmenšuje. To znamená, že před několika milióny let při slunečním zatmění Měsíc Slunce vždycky úplně zakryl a nemohlo nastat žádné prstencové zatmění. Na druhou stranu, za několik miliónů let už nebude Měsíc schopen Slunce úplně zakrýt a žádná úplná zatmění už nebudou nastávat.
Zatmění nastávají jen když jsou Slunce, Země a Měsíc v jedné přímce. Sluneční zatmění mohou nastat jen pokud je Měsíc v novu; zatmění Měsíce jen je-li v úplňku.

## Pozorování Měsíce

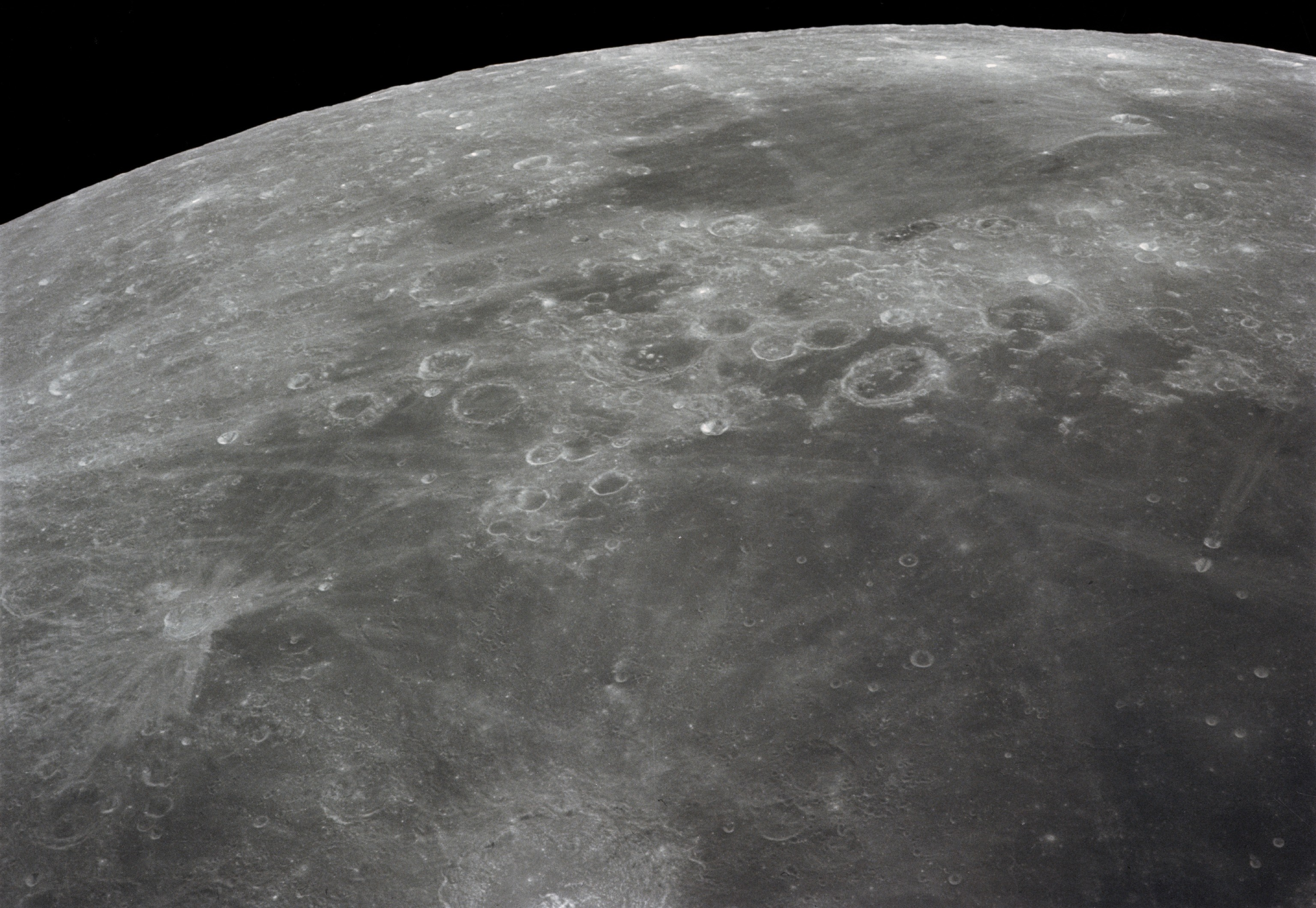
Měsíční povrch

Měsíc (a také Slunce) se zdají být většími, když se přiblíží k horizontu. Je to čistě psychologický efekt, viz Měsíční iluze. Úhlový průměr Měsíce ze Země je asi půl stupně.
Různé světleji a tmavěji zabarvené oblasti (především měsíční moře) tvoří vzor viděný různými kulturami jako Muž na Měsíci, králík a bizon i jinak. Krátery a horské hřbety také patří mezi nápadné měsíční rysy.
Během nejjasnějšího úplňku může mít Měsíc magnitudu asi −12,6. Pro srovnání, Slunce má magnitudu −26,8.
Měsíc je nejjasnější v noci, ale občas je možné ho vidět i ve dne.
Pro libovolné místo na Zemi kolísá největší výška Měsíce ve dne ve stejných mezích jako největší výška Slunce a závisí na ročním období a měsíční fázi. Například v zimě putuje Měsíc nejvýše, pokud je v úplňku, a v úplňku putuje nejvýše právě v zimě.
Měsíc vystupuje nejvýše mj. i na jaře v první čtvrti (pobyt na obloze cca 10.00 až 2.00 násl. dne) a na podzim v poslední čtvrti (22.00 až 14.00 násl. dne), nejníže mj. i na jaře v poslední čtvrti (2.00 až 10.00) a na podzim v první čtvrti (14.00 až 22.00).
Měsíc vychází a zapadá díky svému oběhu kolem Země cca o 50 minut později než předchozí den. To je průměrná hodnota, neboť zpožďování kolísá v intervalu cca 20–80 minut. O kolik je menší zpoždění východu, o tolik je větší zpoždění západu a naopak. Průměrné hodnoty nastávají, pokud Měsíc dosahuje své nejsevernější nebo nejjižnější deklinace.
Pro severní polokouli jsou nejmenší rozdíly mezi východy (a největší mezi západy) vždy, když Měsíc prochází v blízkosti jarního bodu. V něm dráha Měsíce přechází z jihu na sever a při východu svírá s obzorem menší úhel než nebeský rovník a při západu větší úhel. To nastává při první čtvrti v prosinci, úplňku v září a poslední čtvrti v červnu. Není-li Měsíc v úplňku, je možno spatřit další průvodní jev – Měsíc je spíše stojatý při východu a ležatý při západu. Tím pádem je také velmi obtížné sledovat „starý Měsíc“ v časném jaře, neboť se utápí příliš nízko na východní obloze, jež začíná světlat. Zato jde o nejlepší podmínky pro pozorování „mladého Měsíce“ na večerní obloze.
Opačné podmínky nastávají při průchodu Měsíce kolem podzimního bodu, kde jeho dráha přechází ze severu na jih. Rozdíl mezi východy je maximální (velký úhel dráhy k obzoru) a mezi západy je minimální (malý úhel dráhy k obzoru). To nastává při poslední čtvrti v prosinci, úplňku v březnu a první čtvrti v červnu. Krom toho to umožňuje snadné pozorování „starého Měsíce“ v časném podzimu. Naopak je v podzimních večerech obtížné sledovat „mladý Měsíc“ (stejně jako „starý Měsíc“ na jaře).
Pokud je pozorovatelná jen malá osvětlená část Měsíce, bývá při jasné obloze viditelný i jeho neosvětlený díl, neboť jej ozařuje Země, která je naopak vůči Měsíci téměř celá osvětlená („v úplňku“). Jev se nazývá popelavý svit Měsíce a prvním, kdo jej správně vyložil, zřejmě byl Leonardo da Vinci.

## Průzkum Měsíce

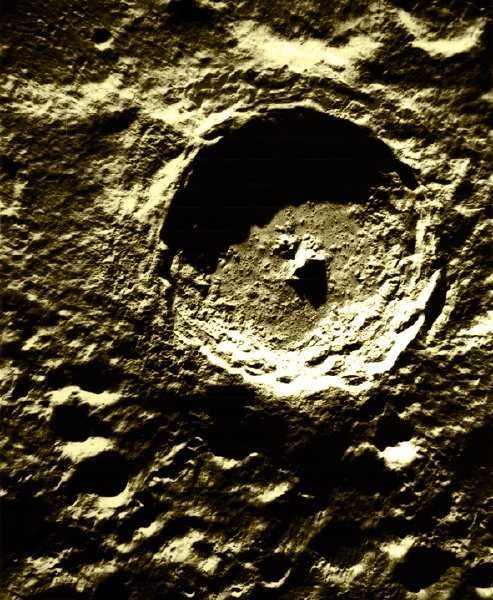
Kráter Tycho na zemském Měsíci

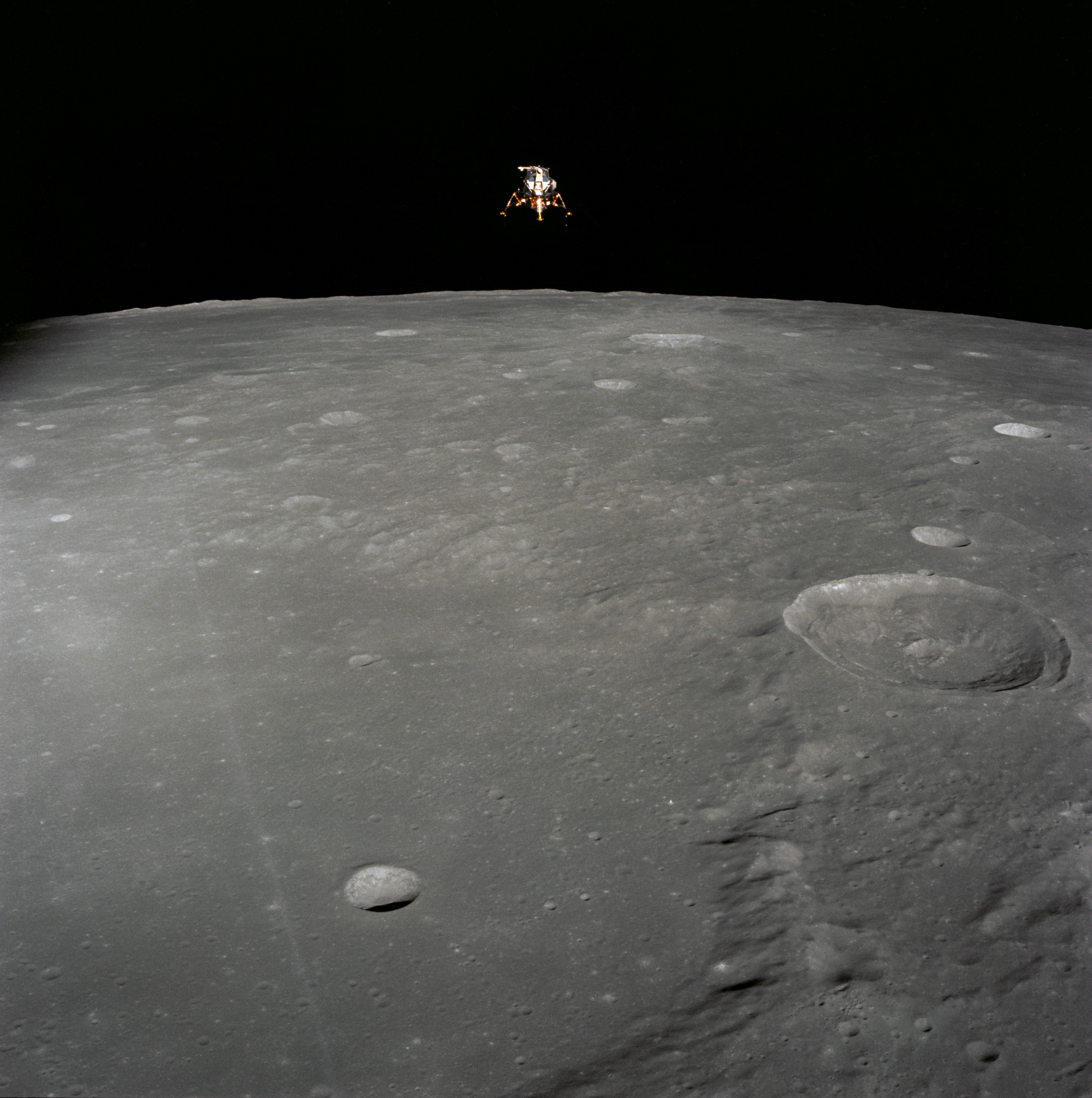
Kráter Ptolemaeus zabírá levou spodní část snímku. Uvnitř leží malý kráter Ammonius. Kráter napravo uprostřed je Herschel. Nahoře je vidět lunární modul Apollo 12, který se připravuje k sestupu.

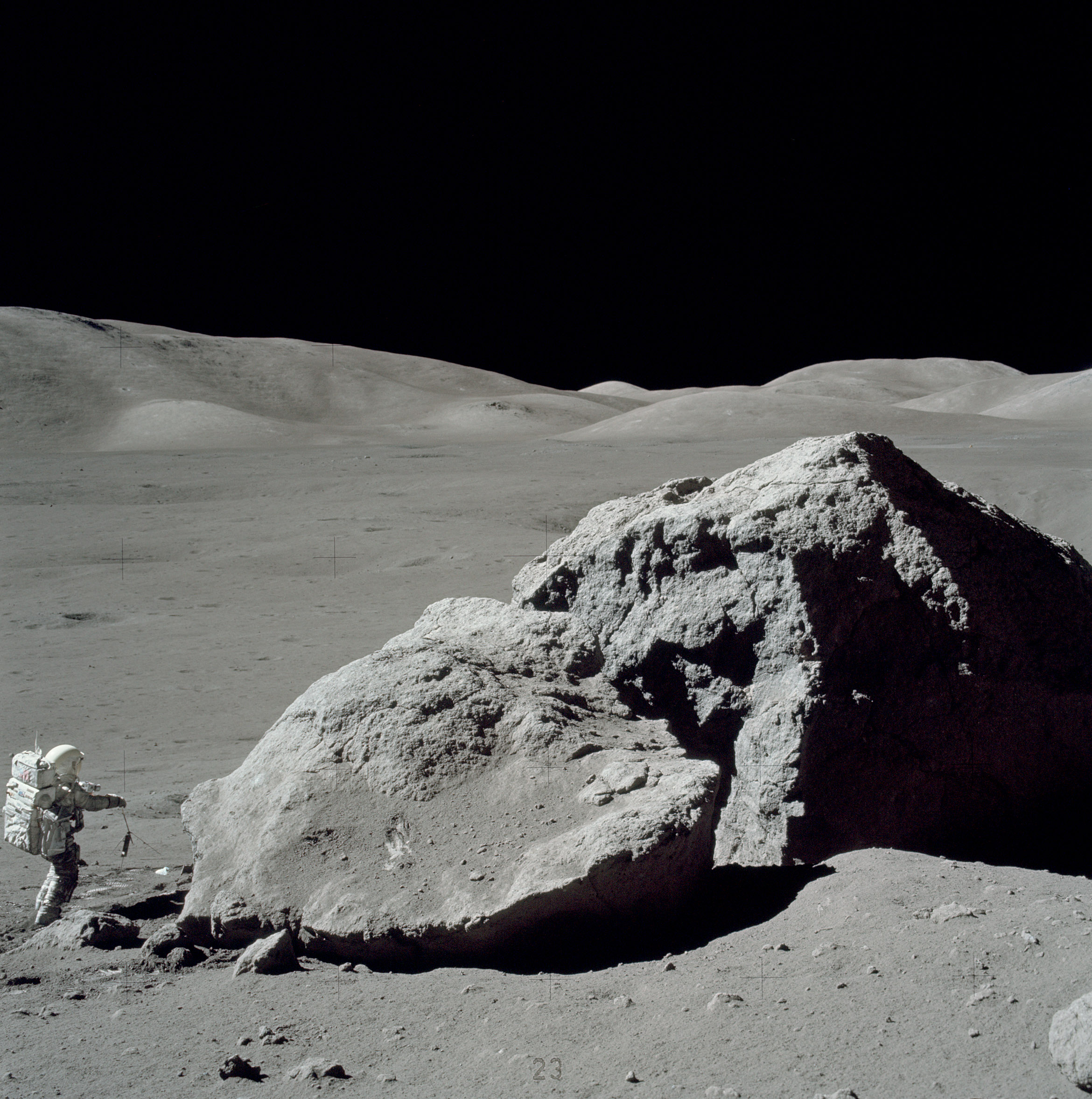
Astronaut z Apolla 17 Harrison Schmitt stojí vedle balvanu na Taurus-Littrow během třetí EVA

5 000 let starý otesaný kámen v irském Knowth asi reprezentuje Měsíc a je-li tomu tak, jde o nejstarší dosud objevené zobrazení. Ve středověku, ještě před objevením dalekohledu, už někteří lidé uznali Měsíc za sféru, i když si mysleli, že je „dokonale hladký“.
Leonardo da Vinci v Leicesteerském kodexu (napsán mezi 1506 a 1510), poprvé prohlásil, že Měsíc je hmotné těleso těžší než vzduch; současně správně vysvětlil jev tzv. popelavého svitu jako odraz záře Země od měsíčního povrchu. V roce 1609 nakreslil Galileo Galilei do své knihy Sidereus Nuncius jednu ze svých prvních kreseb Měsíce pozorovaného dalekohledem a poznamenal, že není hladký, ale má krátery. Později v 17. století nakreslili Giovanni Battista Riccioli a Francesco Maria Grimaldi mapu Měsíce a pojmenovali řadu kráterů jmény, která známe dodnes.
Na mapách se temné části měsíčního povrchu nazývají „moře“ (latinsky mare, v množném čísle maria) a světlejší části jsou pevniny (latinsky terra, v množném čísle terrae).
Možnost existence vegetace na Měsíci či dokonce osídlení „selenity“ byla seriózně zmiňována některými významnými astronomy až do prvních desetiletí 19. století.
Ještě v roce 1835 se řada lidí nechala napálit sérií článků v deníku New York Sun o smyšleném objevu exotických zvířat žijících na Měsíci. Naproti tomu prakticky ve stejné době (během let 1834–1836) publikovali Wilhelm Beer a Johann Heinrich Mädler své čtyřdílné kartografické dílo Mappa Selenographica a v roce 1837 knihu Der Mond, která solidním způsobem zdůvodnila závěr, že Měsíc nemá žádné vodní plochy ani patrnou atmosféru.
Spornou otázkou zůstávalo, zda rysy Měsíce mohou podléhat změnám. Někteří pozorovatelé prohlašovali, že jisté malé krátery se objevují a zase mizí, ve 20. století se však zjistilo, že jde o omyly, vzniklé pravděpodobně odlišnými světelnými podmínkami nebo nepřesnostmi ve starých nákresech. Na druhou stranu dnes víme, že občas dochází k jevu odplynování.
Během nacistického období v Německu prosazovali nacističtí vůdci teorii Welteislehre, která prohlašovala, že Měsíc je tvořen pevným ledem.
První člověkem vyrobený předmět, který dosáhl Měsíce, byla automatická sovětská sonda Luna 2, která na něj dopadla 4. září 1959 ve 21:02:24 Z. Odvrácená strana Měsíce byla zcela neznámá až do průletu sovětské sondy Luna 3 v roce 1959. Její rozsáhlé zmapování bylo provedeno v rámci amerického programu Lunar Orbiter v 60. letech 20. století.
Luna 9 byla první sondou, která měkce přistála na Měsíci a 3. února 1966 přenesla obrázky měsíčního povrchu. Prvním umělým satelitem Měsíce byla sovětská sonda Luna 10 (odstartovala 31. března 1966). Členové posádky Apolla 8, Frank Borman, James Lovell a William Anders, se 24. prosince 1968 stali prvními lidmi, kteří na vlastní oči viděli odvrácenou stranu Měsíce. Lidé poprvé přistáli na Měsíci 20. července 1969, čímž vyvrcholil studenou válkou inspirovaný vesmírný závod mezi Sovětským svazem a Spojenými státy americkými. Prvním mužem kráčejícím po měsíčním povrchu byl Neil Armstrong, velitel americké mise Apollo 11. Posledním člověkem, který stál na Měsíci, byl Eugene Cernan, který v rámci mise Apollo 17 kráčel po Měsíci v prosinci 1972.

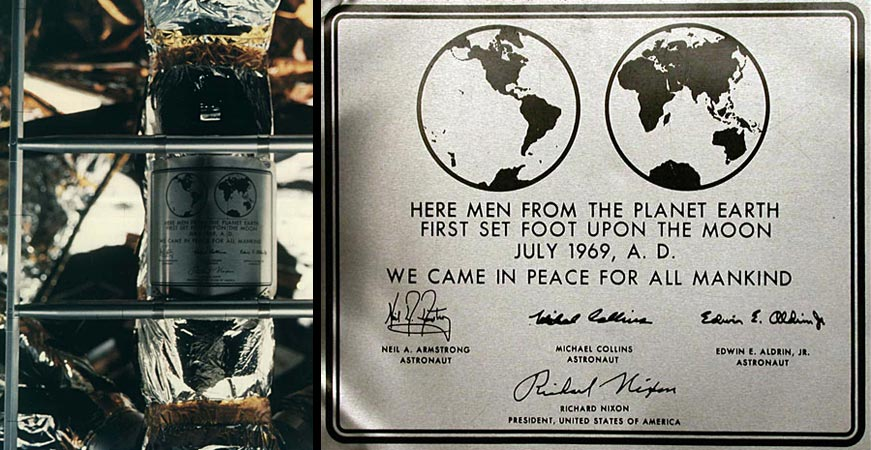
Posádka Apolla 11 nechala na Měsíci 23 × 18 cm destičku z nerez oceli na oslavu přistání, která je schopna přinést základní informace o návštěvě jakýmkoliv jiným bytostem, které by ji mohly vidět. Nápis na ní praví:
Zde se lidé z planety Země poprvé dotkli nohama Měsíce. Červenec, LP 1969. Přišli jsme v míru jménem celého lidstva.
Destička zobrazuje dvě strany planety Země a je podepsána třemi astronauty a prezidentem USA Richardem Nixonem.

Měsíční vzorky přivezené na Zemi pocházejí z šesti misí s lidskou posádkou a ze tří misí Luna (číslo 16, 20 a 24). Prezident Nixon vzorky rozdělil a daroval všem státům světa.
V únoru 2004 se americký prezident George W. Bush přihlásil k plánu na obnovení letů k Měsíci s posádkou do roku 2020. V září 2005 organizace NASA upřesnila tyto plány a oznámila jako cílové datum nového přistání lidí na Měsíci rok 2018. Tomu by měla předcházet sonda Lunar Reconnaissance Orbiter. Pro dopravu astronautů na Měsíc je vyvíjena kosmická loď Orion. Evropská kosmická agentura stejně jako Čínská lidová republika, Japonsko a Indie mají také plán na brzké vypuštění sond na průzkum Měsíce. Evropská sonda Smart 1 odstartovala 27. září 2003 a vstoupila na měsíční oběžnou dráhu 15. listopadu 2004. Sledovala měsíční povrch s cílem vytvářet jeho rentgenovou mapu. Sonda ukončila svou dráhu plánovaným dopadem na povrch Měsíce 3. září 2006 v 5:42:22 UTC. Pádem se vytvořil oblak hornin zasahující do výšky několika kilometrů, který pak vědci zkoumali spektroskopicky s cílem studovat složení povrchu Měsíce. Čína deklarovala[kdy?] ambiciózní plány na výzkum Měsíce a zkoumání vhodných nalezišť pro těžbu na Měsíci, zvláště hledání izotopu hélium 3 využitelného jako energetický zdroj na Zemi.
Japonsko a Indie se také chystají[kdy?] k Měsíci. Japonci již načrtli[kdy?] plány svých nadcházejících misí k našemu sousedovi: Lunar-A a Selene. Japonskou vesmírnou agenturou (JAXA) je dokonce plánována obydlená lunární základna.[zdroj?] Prvním pokusem Indie byl v roce 2008 automatický orbitální satelit Čandraján-1.
Mezi další více či méně úspěšné mise patřily: Program Pioneer (1958–1959), Program Ranger (1961–1965), Program Zond (1965–1970), Program Surveyor (1966–1968), Program Lunar Orbiter (1966–1968), Program Lunar Explorer (1967–1973), Hiten (1990–1993), Clementine (1994), Lunar Prospector (1998–1999).
V roce 2013 na Měsíci měkce přistála čínská sonda Čchang-e 3 s robotickým vozítkem Jü-tchu (Nefritový králík), když do té doby posledním vozítkem byl sovětský Lunochod 2 v roce 1973. Přistání indické sonda Čandraján-2 s robotickým vozítkem v roce 2019 nebylo úspěšné, následující Čandraján-3 již byla úspěšná a v roce 2023 měkce přistála na povrchu. V roce 2024 také na povrchu měkce přistála japonská sonda SLIM, ruská sonda Luna 25, která chtěla navázat program Luna, v roce 2023 úspěšná nebyla.
Čínská sonda Čchang-e 4 v roce 2019 úspěšně přistála na odvrácené straně Měsíce, následující Čchang-e 5 v roce 2020 úspěšně přistála, odebrala vzorky hornin z povrchu a dopravila je zpět na Zem. V roce 2024 pak úspěšně v rámci mise IM-1 na povrchu přistál modul Nova-C americké firmy Intuitive Machines, šlo o první úspěšné přistání soukromého modulu. V březnu 2025 poprvé úspěšně přistála soukromá sonda, Blue Ghost od společnosti Mission Control, která nesla experimentální zařízení od NASA.
Pokud by se astronaut nacházející se v raketě na povrchu Měsíce chtěl odpoutat jak od Měsíce tak i od Země, musel by dosáhnout únikové rychlosti o velikosti druhé odmocniny součtu čtverců jednotlivých únikových rychlostí – 2,4 km/s (od Měsíce) a 1,5 km/s (od Země) dají celkově 2,8 km/s. Využije-li se tedy orbitální rychlost 1,1 km/s a urychlí-li se o 2,4 km/s, je to dohromady dost nejen k opuštění Měsíce, ale taky k opuštění Země.[zdroj?]

## Těžba zdrojů z Měsíce
Těžba nerostných surovin z Měsíce není moc rozdílná oproti těžbě na zemi nebo případně z asteroidů. Navíc při srovnání možností těžby nerostů z vesmíru má Měsíc několik nesporných výhod, a to v jednoduchosti budování těžební infrastruktury, jednoduchosti přepravě materiálů, nízké energetické náročnosti přes možnosti tvorby Měsíčních základen a těžebních komplexů až po relativně vysokou bezpečnost.
Největší výhodou však je možnost získávat zdroj, který není možné efektivně získávat z žádného asteroidu. Tím zdrojem je solární energie. Na části Měsíce dopadá sluneční světlo téměř nepřetržitě, a i díky minimální atmosféře se na povrch Měsíce dostává mnohonásobně více energie než na povrch Země. Následně díky solárním elektrárnám využívajícím tento efektivní zdroj energie se industrializace měsíce může z pomalého růstu přesunout do exponenciálního.
Dalším vzácným prvkem, který se nachází na Měsíci v hojném počtu je Helium-3, kritický prvek pro fúzní energetiku a jen díky tomuto faktu se cena jedné tuny Helia-3 odhaduje na zhruba 3 miliardy dolarů. Téměř všechny společnosti zaměřující se na dobývání vesmíru mají plány spojené se ziskem právě tohoto drahocenného zdroje.
Další značnou výhodou pro zisk zdrojů z Měsíce je jeho skvělé zmapování a široce dostupné informace o geologickém rozložení Měsíce a taktéž dostupnost vzorků. V případě realizace podobného projektu je možné využívat i nespočtu misí vedených vesmírnými agenturami v USA, Rusku nebo Číně.

### Legislativní překážky industrializace Měsíce
Některé státy mají vlastní zákony týkající se využívání vesmíru. Například USA a jejich Commercial Space Launch Competitiveness Act of 2015 dovoluje všem občanům USA účastnit se komerčního dobývání vesmíru a využívat jeho zdroje.
Existence kosmického práva zase zabraňuje využívání vesmíru k vojenským účelům, což zpomaluje rozvoj vesmírné infrastruktury.
Existují také vesmírné smlouvy, které prohlašují Měsíc za dědictví lidstva a zabraňují tomu, aby si Měsíc mohl někdo přivlastnit nebo nárokovat, a umožňuje tedy přístup na Měsíc každému, kdo na to má prostředky a zdroje, což může vést k rozporům ohledně nalezišť zdrojů.

## Zajímavosti
- Dřív se mělo za to, že Měsíc je uvnitř zcela vychladlý, ale novější výzkumy prokázaly, že hlubší měsíční vrstvy musejí být rozžhavené, neboť teplo proudí zevnitř směrem ven[zdroj?].
- Měsíční nitro zdaleka neprodukuje takové množství tepla jako Země.
- Podobně jako Země se i Měsíc skládá z lehké kůry, pláště a zhuštěného jádra.
- Průměr měsíčního jádra je zhruba 700 km, jako zemské jádro je částečně kapalné. Vnitřní měsíční jádro je pevné stejně jako vnitřní zemské jádro.[35]
- Podle nových poznatků NASA je vnitřní jádro Měsíce pevné, bohaté na železo s poloměrem 240 km, vnější jádro je tekuté o poloměru 330 km. Od zemského jádra ho odlišuje další, částečně roztavená hraniční vrstva o poloměru 480 km.
- Měsíc nadále chladne, tím se smršťuje, což doprovázejí měsícotřesení.[36]
- Měsíc se od Země vzdaluje (cca o 4 cm ročně).
- Na konci období dinosaurů (pozdní křída, zhruba před 66 miliony let) už byl na pohled ze Země prakticky stejně velký jako dnes. Tehdy byl k Zemi pouze asi o 2000 km blíž než dnes.[37][38]
- Vzhledem ke gravitačnímu působení Měsíce Země postupně zpomaluje svoji rotaci okolo vlastní osy, výsledkem je pomalu se prodlužující doba jednoho dne. Na konci období křídy, asi před 75 miliony let, trval jeden den asi 23 hodin a 31 minut, byl tedy bezmála o půl hodiny kratší než v současnosti. Počet dní v solárním roce tedy činil víc než dnes, konkrétně asi 372 dní.[39]
- Osvětlení Země měsíčním úplňkem (cca 0,25 luxu) je asi 400 000× nižší než osvětlení dané Sluncem v nadhlavníku.[40]
- Při návštěvě Apolla 11 zazněla na Měsíci magnetofonová nahrávka Dvořákovy Novosvětské symfonie.
- V roce 1971 umístila posádka Apolla 15 na povrch Měsíce asi 8 cm velkou hliníkovou sošku astronauta ve skafandru, zvanou Fallen Astronaut, od belgického umělce Paula Van Hoeydoncka spolu s plaketou, na níž jsou uvedena jména osmi amerických astronautů a šesti sovětských kosmonautů, kteří zahynuli v souvislosti s kosmickým výzkumem.

## Útvary na povrchu

### Měsíční krátery
- Aristillus
- Autolycus
- Archimedes
- Plato
- Eratosthenes
- Grimaldi
- Copernicus
- Aristarchus
- Marius
- Ptolemaeus
- Albategnius
- Alphonsus
- Alpetragius
- Arzachel
- Gassendi
- Walter
- Tycho
- Longomontanus
- Clavius
- Maginus
- Stöfler
- Piccolomini
- Catharina
- Cyrillus
- Fracastorius
- Theophilus
- Langrenus
- Proclus
- Posidonius
- Atlas
- Hercules
- Endymion
- Aristoteles
- Eudoxus
- Cassini

#### Měsíční fáze
- US Naval Observatory: fáze Měsíce pro libovolný datum a čas 1800–2199 n. l. Archivováno 17. 11. 2015 na Wayback Machine. (anglicky)

#### Východy a západy Měsíce
- Východy a západy Měsíce pro libovolné datum (1987–2027) a místo na Zemi (anglicky)

#### Vesmírné mise
- Digitální fotografický atlas Měsíce z programu Lunar Orbiter (anglicky)
- Archív projektu Apollo (anglicky)
- Prohlížeč obrázků Měsíce ze sondy Clementine Archivováno 7. 11. 2015 na Wayback Machine. (anglicky)

#### Vědecké
- Pavel Gabzdyl: Neuvěřitelný Měsíc (česky)
- The Moon – od Rosanny a Calvina Hamiltonových (anglicky)
- The Moon – od Billa Arnetta (anglicky)
- „Nestálý Měsíc“ – od Kevina Clarka (anglicky)
- The Moon Society (neziskový výukový web) (anglicky)
- Geologická historie Měsíce od Dona Wilhelmse (anglicky) – neplatný odkaz !

#### Mýty a folklór
- „Nestávají se podivné věci, když je Měsíc v úplňku?“ – od Cecila Adamse (The Straight Dope, anglicky)
- „Jednou za modrý (uherský) měsíc – Co je to modrý měsíc?“ – od Ann-Marie Imbornoni (anglicky)
- „Králík na Měsíci“ – od Johna Hardyho (anglicky)
- „Žijeme pod vlivem Měsíce?“ – Prohlídka Měsíce (česky)

#### Jiné
- Měsíční deník – blog Pavla Gabzdyla o Měsíci a příbuzných záležitostech (česky)
- Měsíc v apogeu a perigeu (pozoruhodné fotografické porovnání, anglicky)
- Proč se zdá Měsíc větší poblíž horizontu? – The Straight Dope (anglicky)
- Špatná astronomie: Dr. Philip Plait, profesor astronomie na Státní univerzitě v Sonomě v Kalifornii, na tomto webu vysvětluje mnoho případů nekorektní astronomie a fyziky prezentované veřejnosti, včetně astrologie a označování programu Apollo za podvod. (anglicky)
- „Falšované“ snímky Měsíce – zpráva BBC (anglicky)
- Virtuální atlas Měsíce, program, včetně české lokalizace
- Astrologický výpočet postavení Měsíce (česky)
- PBS Eons: When Earth "Ate" A Planet na YouTube (anglicky) – o původu Měsíce